# Список альбомов № 1 в США в 1957 году (Billboard)

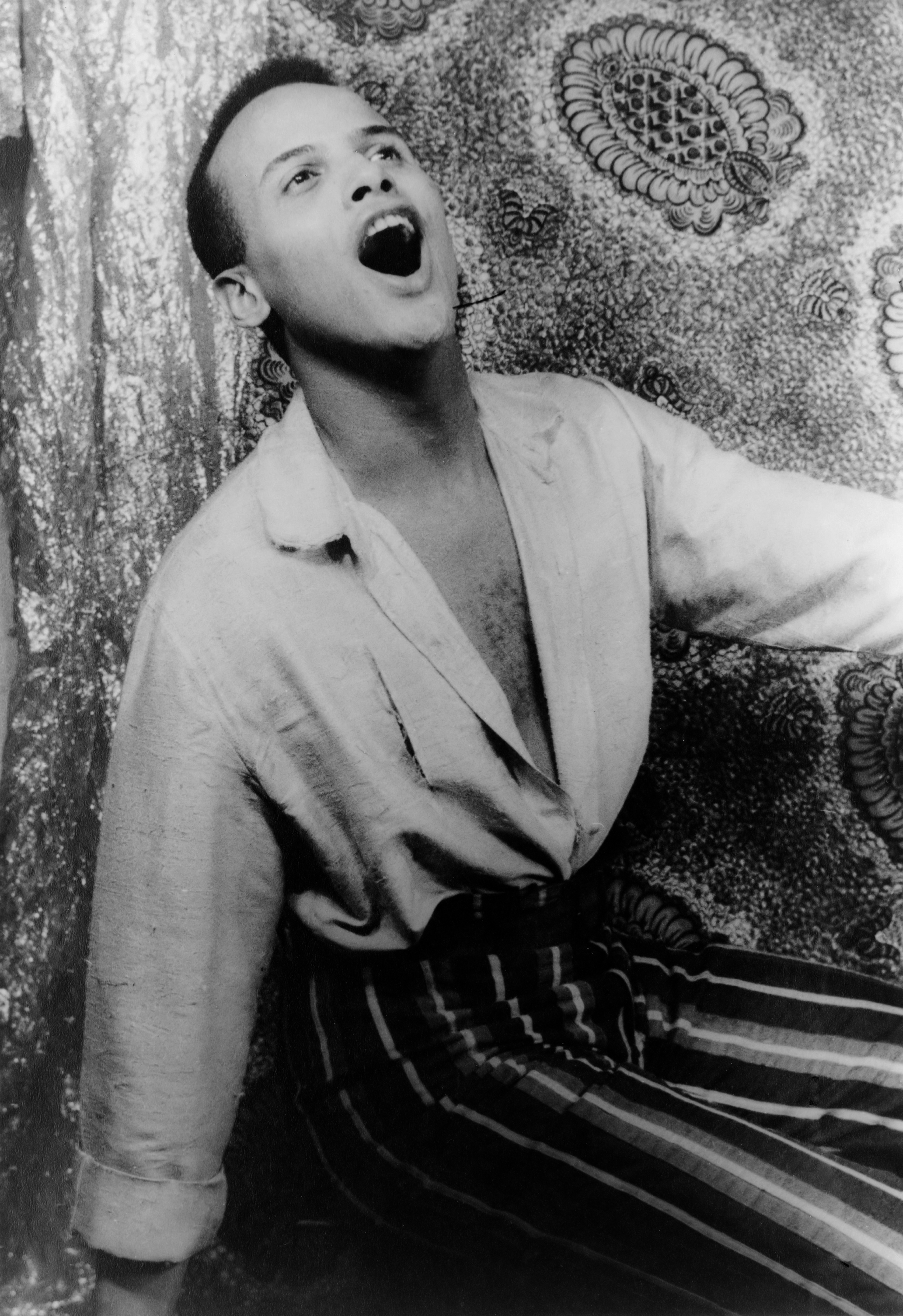
Гарри Белафонте 20 недель лидировал со своим альбомом Calypso.

Список альбомов № 1 в США в 1957 году — включает альбомы, возглавлявшие главный хит-парад Северной Америки, в котором учитываются наиболее продаваемые альбомы исполнителей США на физических носителях (грампластинки). Составляется редакцией старейшего музыкального журнала США Billboard и поэтому называется Billboard 200 (Топ 200 журнала Billboard).
В 1957 году Элвис Пресли поставил рекорд: сразу три его альбома возглавляли попеременно еженедельный хит-парад за один календарный год. В 1967 году его рекорд превысит группа The Monkees, когда сразу четыре её альбома займут первое место за один календарный год (The Monkees, More of the Monkees, Headquarter, Pisces, Aquarius, Capricorn & Jones, Ltd.). С марта 1956 года, когда чарт Billboard 200 начал публиковаться на постоянной, еженедельной основе, ни у кого больше не было четырёх альбомов № 1 за календарный год (по состоянию статистики на декабрь 2021 года). И всего только у восьми исполнителей (4 группы, 3 певца и одна певица) было по три альбома № 1 за один календарный год. Битлз добивались этого трижды (1964, 1965, 1966). Элвис Пресли сделал это дважды (1957, 1961). Группа The Kingston Trio один раз в 1960 году, Herb Alpert & the Tijuana Brass в 1966 году, Элтон Джон в 1975 году, кантри-певец Гарт Брукс в 1998 году, концертный коллектив Glee Cast в 2010 году; певица Тейлор Свифт в 2021 году.

## Список альбомов № 1
- 20 недель лидировал альбом Calypso певца Гарри Белафонте.

| Дата        | Альбом                      | Исполнитель              |
| ----------- | --------------------------- | ------------------------ |
| 5 января    | Elvis                       | Элвис Пресли             |
| 12 января   | Calypso                     | Гарри Белафонте          |
| 19 января   | Calypso                     | Гарри Белафонте          |
| 26 января   | Calypso                     | Гарри Белафонте          |
| 2 февраля   | Calypso                     | Гарри Белафонте          |
| 9 февраля   | Calypso                     | Гарри Белафонте          |
| 16 февраля  | Calypso                     | Гарри Белафонте          |
| 23 февраля  | Calypso                     | Гарри Белафонте          |
| 2 марта     | Calypso                     | Гарри Белафонте          |
| 9 марта     | Calypso                     | Гарри Белафонте          |
| 16 марта    | Calypso                     | Гарри Белафонте          |
| 23 марта    | Calypso                     | Гарри Белафонте          |
| 30 марта    | Calypso                     | Гарри Белафонте          |
| 6 апреля    | Calypso                     | Гарри Белафонте          |
| 13 апреля   | Calypso                     | Гарри Белафонте          |
| 20 апреля   | Calypso                     | Гарри Белафонте          |
| 27 апреля   | Calypso                     | Гарри Белафонте          |
| 29 апреля   | Calypso                     | Гарри Белафонте          |
| 6 мая       | Calypso                     | Гарри Белафонте          |
| 13 мая      | Calypso                     | Гарри Белафонте          |
| 20 мая      | Calypso                     | Гарри Белафонте          |
| 27 мая      | Love Is the Thing           | Нэт Кинг Коул            |
| 3 июня      | Love Is the Thing           | Нэт Кинг Коул            |
| 10 июня     | Love Is the Thing           | Нэт Кинг Коул            |
| 17 июня     | Love Is the Thing           | Нэт Кинг Коул            |
| 24 июня     | Love Is the Thing           | Нэт Кинг Коул            |
| 1 июля      | Love Is the Thing           | Нэт Кинг Коул            |
| 8 июля      | Love Is the Thing           | Нэт Кинг Коул            |
| 15 июля     | Love Is the Thing           | Нэт Кинг Коул            |
| 22 июля     | Around The World In 80 Days | Саундтрек                |
| 29 июля     | Loving You                  | Элвис Пресли / Саундтрек |
| 5 августа   | Loving You                  | Элвис Пресли / Саундтрек |
| 12 августа  | Loving You                  | Элвис Пресли / Саундтрек |
| 19 августа  | Loving You                  | Элвис Пресли / Саундтрек |
| 26 августа  | Loving You                  | Элвис Пресли / Саундтрек |
| 2 сентября  | Loving You                  | Элвис Пресли / Саундтрек |
| 9 сентября  | Loving You                  | Элвис Пресли / Саундтрек |
| 16 сентября | Loving You                  | Элвис Пресли / Саундтрек |
| 23 сентября | Loving You                  | Элвис Пресли / Саундтрек |
| 30 сентября | Loving You                  | Элвис Пресли / Саундтрек |
| 7 октября   | Around The World In 80 Days | Саундтрек                |
| 14 октября  | Around The World In 80 Days | Саундтрек                |
| 21 октября  | Around The World In 80 Days | Саундтрек                |
| 28 октября  | Around The World In 80 Days | Саундтрек                |
| 4 ноября    | Around The World In 80 Days | Саундтрек                |
| 11 ноября   | Around The World In 80 Days | Саундтрек                |
| 18 ноября   | My Fair Lady                | Original Broadway Cast   |
| 25 ноября   | Around The World In 80 Days | Саундтрек                |
| 2 декабря   | Around The World In 80 Days | Саундтрек                |
| 9 декабря   | Around The World In 80 Days | Саундтрек                |
| 16 декабря  | Elvis' Christmas Album      | Элвис Пресли             |
| 23 декабря  | Elvis' Christmas Album      | Элвис Пресли             |
| 30 декабря  | Elvis' Christmas Album      | Элвис Пресли             |